# Amata subdiaphana
Amata subdiaphana là một loài bướm đêm thuộc phân họ Arctiinae, họ Erebidae.